# Grizzlys Wolfsburg
Grizzlys Wolfsburg, EHC Wolfsburg, är en ishockeyklubb från Wolfsburg i Niedersachsen, Tyskland grundade 2004. A-laget spelar sedan 2007 i tyska högstaligen spelar i Deutsche Eishockey Liga (DEL). Laget har nått ligafinalen fyra gånger utan att vinna den. 2009 vann man tyska cupen och har deltagit tre gånger i Champions Hockey League (CHL). Hemmamatcherna spelas i Eisarena Wolfsburg.